# Heinrich Carl Ebell
Heinrich Carl Ebell (auch Heinrich Karl Ebell; * 30. Dezember 1775 in Neuruppin; † 12. März 1824 in Oppeln) war ein deutscher Komponist, Musikdirektor, Musikschriftsteller, Jurist und Regierungsrat.

## Leben und Wirken
Heinrich Carl Ebell war der Sohn eines Kämmerers in Neuruppin. Sein Vater verstarb, als er drei Jahre alt war, seine Mutter war die Schwester des Generalleutnants Johann Heinrich von Günther. Er widmete sich bereits auf dem Gymnasium der Musik. Neben dem Jurastudium an der Universität Halle absolvierte er seine musikalischen Studien bei Daniel Gottlob Türk. Nachdem er in Berlin das juristische Referendarexamen abgelegt hatte, war er dort zwischen 1797 und 1800 als Gerichtsreferendar tätig.
Sein musikalischer Förderer Johann Friedrich Reichardt schlug ihn für die Nachfolge des Musikdirektors Vincenz Tuček am Breslauer Theater vor. Ebells Oper Der Bräutigamspiegel war mit großem Beifall aufgenommen worden, was dazu beitrug, dass er 1801 zum Musikdirektor ernannt wurde.  Auf seine Anregung hin wurde 1804 die Philomusische Gesellschaft ins Leben gerufen. Mitglieder waren außer ihm u. a. Friedrich Wilhelm Berner, Joseph Ignaz Schnabel, Johann Gottlieb Schummel und Karl Friedrich Etzler. Hier wurden musikalische sowie allgemeine wissenschaftliche Themen, die im Bezug zur Musik standen, erörtert. Nach Unstimmigkeiten zwischen Theaterleitung und Orchester am Breslauer Theater – insbesondere wegen schwieriger finanzieller Verhältnisse, die sich einschränkend auf die Aufführungsmöglichkeiten auswirkten – legte Ebell 1804 sein Amt als Musikdirektor nieder (sein Nachfolger wurde der erst 17-jährige Carl Maria von Weber).
Ebell übernahm daraufhin eine Tätigkeit als Sekretär bei der Kriegs- und Domänenkammer Breslau, ab 1805 beim Commissariat der oberschlesischen Armee und war ab 1806 Sekretär des Ministers Karl Georg von Hoym. 1809 heiratete er Josephine Renner, Tochter des Kastellans des Grafen Schaffgotsch, die nach 10 Monaten Ehe verstarb. Seine zweite Ehe schloss er 1811 mit Maria Kambly, der Schwägerin des ihm bekannten Regierungsrates Hampe.
1814 starb eines seiner Kinder, er selbst erlitt im selben Jahr während eines Besuchs von Andreas Romberg einen Unfall: Als bei einer gemeinsamen Kutschfahrt die Pferde durchgingen, sprang Ebell von der Kutsche ab und stürzte dabei so, dass er sich einen komplizierten Beinbruch zuzog mit der Folge eines lebenslangen gesundheitlichen Leidens.
1816 wurde er zum königlichen Regierungsrat in Oppeln ernannt. Dieses Amt hatte er bis zu seinem Tod inne. Eine 1815 begonnene und 1816 vollendete doppelchörige Messe war sein letztes kompositorisches Werk, er widmete sich seitdem ausschließlich seinen Dienstverpflichtungen – ein Umstand, der auf seine angegriffene Gesundheit zurückzuführen war.

## Werke
Neben seinen Kompositionen für Oper, Konzerte und vielfältige gesellschaftliche Ereignisse war Ebell als Musikschriftsteller tätig und verfasste Rezensionen, Berichte und musiktheoretische Abhandlungen.

### Oper und Vokalwerke (Auswahl)
- Der Schutzgeist (1798)
- Selico und Berissa
- Le déserteur
- Der Bräutigamspiegel (1801)
- Das Fest der Liebe (1800/1803)
- Die Gaben des Genius
- Das Fest im Eichthale. Oper in 3 Akten (Uraufführung 1807 in Breslau)
- Der Nachtwächter. Singspiel (Breslau 1807)
- Anakreon in Italien (1800, Neufassung 1810)
- Preis der Tonkunst Kantate (1811)
- Messe (18016)

- Musik zum Trauerspiel Larnassa
- Die Unsterblichkeit. Oratorium, gewidmet der Königin von Preußen
- Kantaten und verschiedene geistliche Gesänge

### Instrumentalwerke (Auswahl)
- 3 Sinfonien
- Ouvertüren
- Streichquartette
- Kammermusik